# Pedro Mantorras
Pedro Manuel Mantorras (Huambo, 10 maart 1981) is een profvoetballer uit Angola. Hij speelt als aanvaller bij Primeiro de Agosto.
Op 15-jarige leeftijd werd Mantorras door scouts van FC Barcelona naar Spanje gehaald. Enige tijd later verruilde hij de jeugd van FC Barcelona voor het Portugese Alverca FC. Na een uitstekend seizoen bij deze club, kwam Mantorras in 2001 bij Benfica. In het seizoen 2003/2004 speelde Mantorras door een zware knieblessure geen enkel competitieduel voor Benfica. Een jaar later had hij met vijf doelpunten een aandeel in de landstitel. In februari 2011 kondigde hij zijn afscheid aan als profvoetballer. In de zomer van dat jaar tekende hij echter een contract bij Primeiro de Agosto, een club uit zijn moederland.

## Nationaal elftal
Met het Angolees nationale elftal kwalificeerde Mantorras zich voor het Wereldkampioenschap voetbal 2006 in Duitsland. In januari 2006 behoorde Mantorras tot de selectie van Angola voor de Africa Cup.    

## Statistieken
| seizoen | club               | land     | competitie    | wed. | goals |
| ------- | ------------------ | -------- | ------------- | ---- | ----- |
| 1999/00 | Alverca FC         | Portugal | Liga de Honra | 4    | 0     |
| 2000/01 | Alverca FC         | Portugal | Liga de Honra | 26   | 10    |
| 2001/02 | Benfica            | Portugal | SuperLiga     | 30   | 13    |
| 2002/03 | Benfica            | Portugal | SuperLiga     | 8    | 3     |
| 2003/04 | Benfica            | Portugal | SuperLiga     | 0    | 0     |
| 2004/05 | Benfica            | Portugal | SuperLiga     | 15   | 5     |
| 2005/06 | Benfica            | Portugal | SuperLiga     | 17   | 3     |
| 2006/07 | Benfica            | Portugal | SuperLiga     | 17   | 2     |
| 2007/08 | Benfica            | Portugal | SuperLiga     | 9    | 1     |
| 2008/09 | Benfica            | Portugal | SuperLiga     | 5    | 2     |
| 2009/10 | Benfica            | Portugal | SuperLiga     | 9    | 1     |
| 2010/11 | Benfica            | Portugal | SuperLiga     | 0    | 0     |
| 2011/12 | Primeiro de Agosto | Angola   | Girabola      | ?    | ?     |

1 Trubin ·
3 Carreras ·
4 Silva ·
6 Bah ·
7 Amdouni ·
8 Aursnes ·
9 Cabral ·
10 Kökçü ·
11 Di María ·
14 Pavlidis ·
16 Neto ·
17 Aktürkoğlu ·
18 Barreiro ·
20 Mário ·
21 Schjelderup ·
23 Meïté ·
24 Soares ·
25 Prestianni ·
28 Kaboré ·
30 Otamendi ·
32 Benjamín Rollheiser ·
36 Leonardo ·
37 Beste ·
44 Araújo ·
47 Gouveia ·
61 Luís ·
81 Bajrami ·
84 Rêgo ·
85 Sanches ·
Coach: Lage